# Słuchaj, Izraelu!
Słuchaj, Izraelu (fr. Ecoute, Israël!) – praca (forma orędzia) autorstwa André Frossarda z 1994.
Praca składa się z szesnastu krótkich rozdziałów, z których większość rozpoczyna się biblijnymi słowami Słuchaj, Izraelu! (hebr. Szema Jisrael). Autor napisał ją w czasie, gdy od dawna wiedział już, że jest śmiertelnie chory. Powstała na kilka miesięcy przed śmiercią Frossarda, stanowiąc rodzaj jego testamentu duchowego, w którym nawołuje członków narodu żydowskiego (duszę żydowską) do przestrzegania boskich przykazań i wsłuchiwaniu się w wolę Boga, co ma być warunkiem utrzymania tożsamości i odbudowania szczęścia Żydów. Odejście od Boga, pójście własną drogą, ignorowanie słowa bożego ma być natomiast przyczyną cierpień i popadnięcia w moc szatana. W szczególności przyczyną zguby i zatracenia narodu ma być odrzucenie najważniejszego przykazania, tj. posiadania Boga na pierwszym miejscu. Przesłanie powyższe adresowane jest również do chrześcijan, ponieważ jedyne Przymierze Boga z ludźmi zostało przez Żydów przekazane innym narodom. Chrześcijanie i inni potrzebują świadectwa Starszego Brata, czyli narodu żydowskiego w kwestii wypełnienia misji opowiadania o dziełach bożych, w tym miłości miłosiernej. Dla Frossarda bardzo istotne były relacje religijne pomiędzy chrześcijaństwem i żydostwem, zwłaszcza w kontekście odstępstw świata współczesnego od Boga. Elementem dzieła są pytania i odpowiedzi, które Frossard otrzymał od Jana Pawła II.